# Bosnia y Herzegovina en los Juegos Olímpicos de la Juventud 2014
Bosnia y Herzegovina participará con 2 atletas en los Juegos Olímpicos de la Juventud de 2014, a celebrarse en Nankín, China, desde el 16 de agosto al 28 de agosto de 2014.

## Judo
Bosnia-Herzegovina clasificó 2 atletas para este deporte:
- Masculino -1 atleta- Categoría -66 kg
- Femenino -1 atleta- Categoría -78 kg